# دیوید مایلر
دیوید جان مایلر (انگلیسی: David John Meyler؛ زادهٔ ۲۹ مهٔ ۱۹۸۹) بازیکن فوتبال پیشین اهل جمهوری ایرلند است.
از باشگاه‌هایی که در آن بازی کرده‌است می‌توان به کورک سیتی، ساندرلند، هال سیتی، ردینگ و کاونتری سیتی اشاره کرد.
وی همچنین در تیم ملی فوتبال جمهوری ایرلند بازی کرده‌است.